# Sviatoslav Smirnov
Pour les articles homonymes, voir Smirnov.
 (mai 2008).
Si vous disposez d'ouvrages ou d'articles de référence ou si vous connaissez des sites web de qualité traitant du thème abordé ici, merci de compléter l'article en donnant les références utiles à sa vérifiabilité et en les liant à la section « Notes et références ».
Sviatoslav Smirnov est un baryton né à Moscou le 8 janvier 1969.

## Biographie
Sviatoslav Smirnov a fait ses études supérieures d’art lyrique au Academie Gniesinikh de Moscou où il travaille avec  les chanteurs et musiciens du Théâtre Bolchoï, Mariinsky, Stanislavski les plus célèbres. 
Pendant deux ans il fait son service militaire dans les Chœurs de l'Armée rouge.
Il se perfectionne alors au Théâtre La Scala de Milan où il a participé à de nombreuses représentations sous la direction de Ricardo Mutti et est invité par différents théâtres en Allemagne, en Italie et en France ou il interprète Carmina Burana à Bonn, il interprète Germont dans La Traviata, Marcello dans La Bohème, Posa dans Don Carlo, Escamillo dans Carmen, Enrico dans Lucia di Lammermoor, Conte di Luna dans Il Trovatore, Valentin dans Faust, le rôle-titre d’Eugène Onéguine, Ieletsky dans La Dame de pique, et participe à de nombreux concerts et récitals. Stabat Mater de Karol Szymanowski, dans le cadre du Festival de Musique de Besançon avec l’Orchestre national de Lyon, Les Choéphores de Darius Milhaud avec l’Orchestre national de Lille, sous la direction de Jean-Claude Casadesus au Théâtre des Champs-Élysées au côté de Mstislav Rostropovitch, puis il participe à un prestigieux concert pour les vingt ans de l’Orchestre national de Montpellier, avant de retourner en Italie, à Cosenza pour le rôle d’Escamillo. Il participe à plusieurs concerts à l’Opéra de Montpellier, ainsi qu’en Angleterre ou il est invité pour des concerts du jubilé de Verdi  par l’Opera North, il interprète le rôle de Conte Robinson dans Il matrimonio segreto à l’Opéra de Toulon, Stàrek dans Jenufa à l’Opéra de Tours, Eugène Oneguine à l’Opéra de Rennes, Œdipe dans Œdipe à Colone de Antonio Sacchini (enregistrement) sous la direction de Jean-Paul Penin. Il chante au Théâtre impérial de Compiègne dans le concert consacré au jubilé de Verdi et fait partie de la distribution de La Vierge de Jules Massenet au côté de Montserrat Caballé et Françoise Pollet sous la direction de Miquel Ortega.

## Enregistrements
Œdipe dans Œdipe à Colone de Antonio Sacchini (enregistrement) sous la direction de Jean-Paul Penin.